# Міжнародне товариство банкнот
Міжнародне товариство банкнот (англ. International Bank Note Society) — неприбуткова освітня організація, заснована у 1961 році. Метою товариства є сприяння вивченню та поширенню знань про банкноти та паперові валюти з усього світу, а також усіх пов'язаних з ними питань в освітньому, науковому та історичному аспектах. Станом на 2024 рік, IBNS об'єднує близько 2000 членів із більш ніж 90 країн.

## Історія
IBNS було засновано у 1961 році групою ентузіастів, які прагнули створити платформу для обміну знаннями та досвідом у сфері колекціонування банкнот. З часом організація зросла до міжнародного рівня, об'єднавши колекціонерів, дослідників та дилерів з усього світу.

## Діяльність
IBNS видає щоквартальний журнал, який містить статті, дослідження та новини, пов'язані з банкнотами та валютами. 

### Мета та завдання
Основними завданнями IBNS є:
- Сприяння вивченню та дослідженню банкнот та паперових валют.
- Поширення знань через публікації, семінари та конференції.
- Підтримка зв'язків між колекціонерами та дослідниками.
- Сприяння збереженню історичних та сучасних банкнот.[3]

### Конкурс "Банкнота року"
Щороку IBNS проводить конкурс "Банкнота року", щоб відзначити найкращі приклади дизайну та інновацій у світі банкнот. У конкурсі беруть участь банкноти, випущені протягом поточного року, які широко використовуються як платіжний засіб. Члени IBNS можуть номінувати банкноти, а після завершення періоду номінацій усі члени мають право голосувати за найкращу банкноту.

## Міжнародне товариство банкнот і Україна
В Україні діє національний осередок IBNS, який об'єднує колекціонерів та дослідників банкнот. Український осередок проводить зустрічі, обмін інформацією та сприяє популяризації колекціонування банкнот в Україні.